# Eunidia sulphurea
Eunidia sulphurea là một loài bọ cánh cứng trong họ Cerambycidae.